# Michael Cristofer
Michael Ivan Cristofer (Trenton, 22 de enero de 1945) es un dramaturgo, cineasta y actor estadounidense. Recibió el Premio Pulitzer de Teatro y el Premio Tony a la mejor obra por The Shadow Box en 1977. Entre 2015 y 2019 interpretó el papel de Phillip Price en el seriado Mr. Robot y en 2020 dirigió el largometraje de suspenso The Night Clerk.

### Obras
- The Shadow Box (1975)
- Black Angel (1978)
- The Lady and the Clarinet (1980)
- Breaking Up (1990)
- The Blues are Running (1996)

### Guiones
- The Shadow Box (1980)
- Falling in Love (1984)
- The Witches of Eastwick (1987)
- The Bonfire of the Vanities (1990)
- Mr. Jones (1993) (con Eric Roth)
- Breaking Up (1997)
- Gia (1998) (con Jay McInerney)
- Original Sin (2001)
- Georgia O'Keeffe (2009)
- Eastwick (2009)
- Chuck (2016) (con Jeff Feuerzeig, Jerry Stahl y Liev Schreiber)
- The Night Clerk (2020)

## Filmografía

### Cine
| Año  | Título                            | Papel          | Notas     |
| ---- | --------------------------------- | -------------- | --------- |
| 1973 | The Exorcist                      | Voz            |           |
| 1974 | The Crazy World of Julius Vrooder | Alessini       |           |
| 1975 | Crime Club                        | Frank Swoboda  | Telefilme |
| 1975 | Knuckle                           | Curly          | Telefilme |
| 1976 | The Entertainer                   | Frank          | Telefilme |
| 1976 | The Last of Mrs. Lincoln          | Robert Lincoln | Telefilme |
| 1978 | An Enemy of the People            | Hovstad        |           |
| 1984 | The Little Drummer Girl           | Tayeh          |           |
| 1995 | Die Hard with a Vengeance         | Bill Jarvis    |           |
| 2009 | The Other Woman                   | Sheldon        |           |
| 2014 | Emoticon ;)                       | Walter Nevins  |           |
| 2015 | The Adderall Diaries              | Paul Hora      |           |
| 2015 | Chronic                           | John           |           |
| 2015 | The Girl in the Book              | Dad            |           |
| 2016 | Year by the Sea                   | Robin          |           |

### Televisión
| Año       | Título                       | Papel                | Notas           |
| --------- | ---------------------------- | -------------------- | --------------- |
| 1974–1976 | Carl Sandburg's Lincoln      | John Nicolay         | 5 episodios     |
| 1974      | The Magician                 | David Webster        | 1 episodio      |
| 1974      | Gunsmoke                     | Ben                  | 2 episodios     |
| 1975      | The Rookies                  | Charlie Phillips     | 1 episodio      |
| 1975      | Kojak                        | Michael Viggers, Jr. | 1 episodio      |
| 1977      | The Andros Targets           | Ron Comack           | 1 episodio      |
| 2010      | Rubicon                      | Truxton Spangler     | 11 episodios    |
| 2012      | Suits                        | Paul Porter          | 1 episodio      |
| 2012–2013 | Smash                        | Jerry Rand           | 15 episodios    |
| 2013–2016 | Ray Donovan                  | Daniel O'Connor      | 5 episodios     |
| 2013–2014 | American Horror Story: Coven | Harrison Renard      | 3 episodios     |
| 2014      | Elementary                   | Isaac Pyke           | 1 episodio      |
| 2015–2019 | Mr. Robot                    | Phillip Price        | Papel principal |

### Como director
| Año  | Título                 | Notas             |
| ---- | ---------------------- | ----------------- |
| 1982 | Candida                | Telefilme         |
| 1998 | Gia                    | Telefilme         |
| 1999 | Body Shots             |                   |
| 2001 | Original Sin           |                   |
| 2020 | The Night Clerk        | También guionista |
| 2024 | The Great Lillian Hall | Telefilme         |